# La próxima gran aventura de Archibald
La próxima gran aventura de Archibald (título original en inglés: Archibald's Next Big Thing) es una serie de televisión animada estadounidense creada por Tony Hale y producida por DreamWorks. La trama gira en torno a Archibald Strutter, un pollo de buen carácter que a menudo se extravía de casa pero que finalmente siempre encuentra el camino de vuelta.
La serie, enfocada a un público infantil, fue estrenada el 6 de septiembre de 2019 en Netflix, cosechando excelentes reseñas de parte de la crítica especializada y la audiencia general.

## Reparto
- Tony Hale es Archibald
- Matty Cardarople es Preston
- Jordan Fisher es Finly
- Chelsea Kane es Loy
- Julia Louis-Dreyfus es el mono astronauta
- Adam Pally es Sage
- Rosamund Pike es la narradora
- RuPaul es Jonathan Jagger
- Kari Wahlgren es Abe
- Casey Wilson es Wendi Powers
- Eric Bauza es Tigurr

## Episodios
| N.º | Título                                              | Dirigido por                                 | Escrito por                                     | Fecha de lanzamiento original |
| --- | --------------------------------------------------- | -------------------------------------------- | ----------------------------------------------- | ----------------------------- |
| 1   | «Chicken at Sea / The Keymaster»                    | Eric Fogel / Brian Hatfield                  | Drew Champion & Jacob Moffat / Eric Fogel       | 6 de septiembre de 2019       |
| 2   | «Best in Showbot / The Secret of Madame Baroness»   | Andrew Collins / Steve Trenbirrh             | Drew Champion & Jacob Moffat / Julia Prescott   | 6 de septiembre de 2019       |
| 3   | «The Oath of the Compass / Garbage Fruit»           | Brian Hatfield / Andrew Collins              | Drew Champion & Jacob Moffat / Kevin Kramer     | 6 de septiembre de 2019       |
| 4   | «Glide & Gobble / Wheelie, No Hands»                | Steve Trenbirth / Brian Hatfield             | Drew Champion & Jacob Moffat / Eric Fogal       | 6 de septiembre de 2019       |
| 5   | «The Missing Piece / The Scotchman»                 | Steve Trenbirth / Andrew Collins             | Drew Champion & Jacob Moffat / Julia Prescott   | 6 de septiembre de 2019       |
| 6   | «Mountain Mayhem / The Gator Spinner Max»           | Brian Hatfield / Andrew Collins              | Kevin Kramer / Jeff Trammel                     | 6 de septiembre de 2019       |
| 7   | «Dino-Can-Do / The Big Bad Bug»                     | Adam Gunn & Steve Trenbirth / Brian Hatfield | Eric Fogel / Julia Prescott                     | 6 de septiembre de 2019       |
| 8   | «Stuck in Skates / Lawn Circles»                    | Andrew Collins                               | Drew Champion & Jacob Moffat                    | 6 de septiembre de 2019       |
| 9   | «Lights, Camera, Crackridge! / Karaoke Dokey»       | Brian Hatfield / Adam Gunn                   | Eric Fogel / Julia Prescott                     | 6 de septiembre de 2019       |
| 10  | «The Enchanted Mansion / The Shell Game»            | Andrew Collins / Brian Hatfield              | Drew Champion & Jacob Moffat / Jen Bardekoff    | 6 de septiembre de 2019       |
| 11  | «Strutter Sitting / Corny-O Chaos»                  | Adam Gunn / Brian Hatfield                   | Julia Prescott / Jen Bardekoff                  | 6 de septiembre de 2019       |
| 12  | «The Chicken Has Landed / The Night of the Nibbler» | Andrew Collins / Adam Gunn                   | Eric Fogel / Bryan Belknap                      | 6 de septiembre de 2019       |
| 13  | «The Primrose Classic / The Blimpateers»            | Andrew Collins / Brian Hatfield              | Drew Champion & Jacob Moffat / Benjamin Lapides | 6 de septiembre de 2019       |